# James B. Gibson
| (1837) Osita                          | 16. August 1971    |
| (1919) Clemence1                      | 16. September 1971 |
| (1920) Sarmiento1                     | 11. November 1971  |
| (1943) Anteros                        | 13. März 1973      |
| (2035) Stearns                        | 21. September 1973 |
| (2309) Mr. Spock                      | 16. August 1971    |
| (3090) Tjossem                        | 4. Januar 1982     |
| (3711) Ellensburg                     | 31. August 1983    |
| (3833) Calingasta1                    | 27. September 1971 |
| (4858) Vorobjov                       | 23. Oktober 1985   |
| (5362) 1978 CH                        | 2. Februar 1978    |
| (7460) Julienicoles                   | 9. Mai 1984        |
| (8334) 1984 CF                        | 10. Februar 1984   |
| (11437) Cardalda1                     | 16. September 1971 |
| (12662) 1978 CK                       | 2. Februar 1978    |
| (27700) 1982 SW3                      | 28. September 1982 |
| (27701) 1983 QR                       | 30. August 1983    |
| (37557) 1984 JR                       | 9. Mai 1984        |
| (43756) 1984 CE                       | 10. Februar 1984   |
| (52262) 1983 QV                       | 30. August 1983    |
| (79115) 1984 JK                       | 9. Mai 1984        |
| (85151) 1983 QT                       | 30. August 1983    |
| (100000) Astronautica                 | 28. September 1982 |
| (100002) 1983 QC1                     | 30. August 1983    |
| (120451) 1983 QU                      | 30. August 1983    |
| (178288) 1983 QF1                     | 30. August 1983    |
| - 1 zusammen mit Carlos Ulrrico Cesco |                    |

James B. Gibson ist ein US-amerikanischer Astronom und Asteroidenentdecker.
Er entdeckte zwischen 1971 am Felix-Aguilar-Observatorium und bis 1985 am Palomar-Observatorium insgesamt 26 Asteroiden, vier davon zusammen mit seinem Kollegen Carlos Ulrrico Cesco.
Der Asteroid (2742) Gibson wurde nach ihm benannt.